# Rhopalidae
Rhopalidae Amyot & Serville, 1843, è una famiglia cosmopolita di insetti eterotteri pentatomomorfi dell'ordine Rhynchota.

## Descrizione
Gli insetti di questa famiglia hanno corpo di dimensioni medie o grandi, più o meno robuste e di forma allungata.
Il capo ha antenne e rostro di 4 segmenti ed è provvisto di ocelli portati su tubercoli. Il torace mostra il pronoto di forma trapezoidale e uno scutello di dimensioni relativamente piccole. Le emielitre hanno la membrana percorsa da numerose nervature, l'addome è provvisto di tricobotri sugli urosterniti IV-VII. Un particolare carattere distintivo, rispetto agli altri Coreoidei, è rappresentato dal sistema efferente delle ghiandole metatoraciche; gli anglosassoni usano infatti, per questa famiglia, il nome comune di scentless bug ("cimici senza odore").

## Biologia
Sono insetti fitofagi, si nutrono di semi maturi o in corso di maturazione, ma in generale non sono di particolare interesse agrario, salvo occasionali danni a coltivazioni.

## Sistematica
La famiglia comprende circa 210 specie suddivise in due sottofamiglie:
- sottofamiglia Rhopalinae Amyot & Serville, 1843
  - tribù Chorosomatini Fieber, 1860
    - genere Agraphopus Stål, 1872
    - genere Chorosoma Curtis, 1830
    - genere Ithamar Kirkaldy, 1902
    - genere Leptoceraea Jakovlev, 1873
    - genere Myrmus Hahn, 1832
    - genere Xenogenus Berg, 1883

  - tribù Corizomorphini Kiritshenko, 1964
    - genere Corizomorpha Jakovlev, 1883

  - tribù Harmostini Stål, 1873
    - genere Aufeius Stål, 1870
    - genere Harmostes Burmeister, 1835

  - tribù Niesthreini Chopra, 1967
    - genere Arhyssus Stål, 1870
    - genere Niesthrea Spinola, 1837
    - genere Peliochrous Stål, 1873

  - tribù Rhopalini Amyot & Serville, 1843
    - genere Brachycarenus Fieber, 1860
    - genere Corizus Fallén, 1814
    - genere Limacocarenus Kiritshenko, 1914
    - genere Liorhyssus Stål, 1870
    - genere Maccevethus Dallas, 1852
    - genere Punjentorhopalus Ahmad & Rizvi, 1999
    - genere Rhopalus Schilling, 1827
    - genere Stictopleurus Stål, 1872
- sottofamiglia Serinethinae Stål, 1873
  - genere Boisea Kirkaldy, 1910
  - genere Jadera Stål, 1862
  - genere Leptocoris Hahn, 1833

## Distribuzione e habitat
Entrambe le sottofamiglie hanno una larga diffusione, presenti in entrambi gli emisferi. Di maggiore interesse, in ambito europeo, è la sottofamiglia Rhopalinae, che nella regione paleartica presenta il maggior numero di specie.